# Napoleone Verger
Napoleone Verger (Palerm, 1844 - Madrid, 27 de gener de 1907) fou un baríton italià establert una gran part de la seva vida a Espanya.

## Biografia
Fou fill del tenor Giovanni Battista Verger i de la mezzosoprano Amalia Brambilla, i pare de la mezzosoprano Maria Verger i del pintor Carlos Verger. El 1860 participà amb l'expedició dels Mil en l'alliberament de Sicília, a les ordres de Garibaldi. El 1861 començà els seus estudis de cant a París, i va fer el seu debut el 1863 al Théâtre Italien com a Don Carlo en Ernani, de Verdi. El 1870 es casà a Londres amb la ballarina Angelina Fioretti. L'any següent va emprendre una gira pels Estats Units amb la famosa diva Christina Nilsson. De retorn als escenaris europeus, va participar en la reobertura del Teatro Real de Madrid arran d'un canvi d'empresari l'any 1879, interpretant el paper del Comte de Nevers en Les Huguenots de Giacomo Meyerbeer.
Més tard actuà a Barcelona la temporada 1881-1882 en el Teatre del Liceu amb Don Pasquale i La favorita, de Donizetti, i en la de 1882-1883 com a Germont en La Traviata, de Verdi. En retirar-se dels escenaris, s'establí a Madrid, dedicat a l'ensenyament; alguns dels seus alumnes destacables foren el tenor Luis Iribarne, el baríton Ignacio Tabuyo i les sopranos Maria Galvany i Matilde de Lerma.
Anys després d'enviudar —la seva esposa Angelina morí el 7 de juliol de 1879— es va casar amb Rosa Volpini Villar, filla de la soprano Elisa Villar de Volpini, nascuda el 18 de desembre de 1858 a Veracruz (Mèxic). Van tenir una filla, Margarida Verger Volpini.
El seu oncle Amedeo Verger fou empresari del Gran Teatre del Liceu en el període 1862-1865 i del Théâtre Italien de París. Com a fet anecdòtic, però que explica la relació entre ambdues famílies, Amedeo Verger fou el testimoni del registre del naixement d'Alfredo Volpini Villar, germà de Rosa, segona esposa de Napoleone Verger. La família Volpini-Villar i Amedeo Verger vivien al mateix edifici del número 2 del carrer Rossini al 9è districte de París quan va néixer Alfredo Volpini.
Napoleone Verger va morir a casa seva de Madrid, després d'una llarga malaltia, el 27 de gener de 1907.